# Liste der indischen Bundesstaaten nach Bruttoinlandsprodukt

Pro-Kopf-Bruttosozialprodukt in Indien nach Bundesstaat (2011)

Diese Liste der indischen Bundesstaaten nach  Bruttoinlandsprodukt sortiert die 29 Bundesstaaten und 7 Unionsterritorien von Indien nach ihrer erbrachten Wirtschaftsleistung (Bruttoinlandsprodukt: BIP). Im Jahr 2017 war Indien mit einem BIP von 2.653 Milliarden US-Dollar die sechstgrößte Wirtschaftsmacht weltweit; in Kaufkraftparität (bereinigt für einheimische Preise) betrug das BIP 9.597 Milliarden Internationale Dollar (eine von der Weltbank berechnete Vergleichswährung), womit Indien die drittgrößte Wirtschaftsmacht weltweit war (vergleiche Historische BIP-Schätzungen (Jahr 1–2008)).

## Liste der Bundesstaaten nach BIP
Die Bundesstaaten Indiens und seine Unionsterritorien (hier eingerückt), sortiert nach Bruttoinlandsprodukt in indischen Rupien sowie in nominalen und kaufkraftbereinigten US-Dollar im Jahr 2017; zur Vergleichbarkeit ist jeweils ein Staat mit einer ähnlichen Wirtschaftsleistung angegeben (zu den beiden Unionsterritorien Dadra und Nagar Haveli und Daman und Diu und Lakshadweep fehlen Angaben):
| Bundesstaaten und Unionsterritorien Indiens nach ihrem BIP Nominal = 65,573 indische Rupien (INR₹) je US-Dollar (US$) – PPP (Kaufkraftparität) = 18,112 Rupien je Internationaler Dollar (Int. US$) | Bundesstaaten und Unionsterritorien Indiens nach ihrem BIP Nominal = 65,573 indische Rupien (INR₹) je US-Dollar (US$) – PPP (Kaufkraftparität) = 18,112 Rupien je Internationaler Dollar (Int. US$) | Bundesstaaten und Unionsterritorien Indiens nach ihrem BIP Nominal = 65,573 indische Rupien (INR₹) je US-Dollar (US$) – PPP (Kaufkraftparität) = 18,112 Rupien je Internationaler Dollar (Int. US$) | Bundesstaaten und Unionsterritorien Indiens nach ihrem BIP Nominal = 65,573 indische Rupien (INR₹) je US-Dollar (US$) – PPP (Kaufkraftparität) = 18,112 Rupien je Internationaler Dollar (Int. US$) | Bundesstaaten und Unionsterritorien Indiens nach ihrem BIP Nominal = 65,573 indische Rupien (INR₹) je US-Dollar (US$) – PPP (Kaufkraftparität) = 18,112 Rupien je Internationaler Dollar (Int. US$) | Bundesstaaten und Unionsterritorien Indiens nach ihrem BIP Nominal = 65,573 indische Rupien (INR₹) je US-Dollar (US$) – PPP (Kaufkraftparität) = 18,112 Rupien je Internationaler Dollar (Int. US$) | Bundesstaaten und Unionsterritorien Indiens nach ihrem BIP Nominal = 65,573 indische Rupien (INR₹) je US-Dollar (US$) – PPP (Kaufkraftparität) = 18,112 Rupien je Internationaler Dollar (Int. US$) | Bundesstaaten und Unionsterritorien Indiens nach ihrem BIP Nominal = 65,573 indische Rupien (INR₹) je US-Dollar (US$) – PPP (Kaufkraftparität) = 18,112 Rupien je Internationaler Dollar (Int. US$) |
| 2017 Rang | Bundesstaat / Territorium | Anteil | BIP (Mio. Rupien₹) | BIP Nominal (Mio. US$) | vergleichbarer Staat | PPP BIP (Mio. Int. US$) | vergleichbarer Staat |
| --- | --- | --- | --- | --- | --- | --- | --- |
| | 0 Indien gesamt | 100,00 % | 170.950.050 | 2.652.550 | | 9.596.840 | |
| 01 | Maharashtra | 14,11 % | 24.116.000 | 374.196 | Nigeria | 1.353.831 | Thailand |
| 02 | Uttar Pradesh | 8,55 % | 14.618.410 | 226.827 | Portugal | 820.652 | Argentinien |
| 03 | Tamil Nadu | 8,05 % | 13.763.240 | 213.558 | Peru | 772.644 | Südafrika |
| 04 | Karnataka | 7,90 % | 13.502.570 | 209.513 | Peru | 758.011 | Südafrika |
| 05 | Gujarat | 7,69 % | 13.146.800 | 203.993 | Griechenland | 738.039 | Kolumbien |
| 06 | Westbengalen | 5,85 % | 9.995.850 | 155.101 | Kasachstan | 561.150 | Algerien |
| 07 | Rajasthan | 4,89 % | 8.355.580 | 129.650 | Ukraine | 469.068 | Kasachstan |
| 08 | Andhra Pradesh | 4,74 % | 8.095.470 | 125.614 | Ukraine | 454.466 | Kasachstan |
| 09 | Telangana | 4,41 % | 7.538.110 | 116.965 | Marokko | 423.176 | Hongkong |
| 10 | Madhya Pradesh | 4,15 % | 7.282.420 | 112.998 | Marokko | 408.822 | Peru |
| 11 | Kerala | 4,10 % | 7.005.320 | 108.698 | Marokko | 393.267 | Tschechien |
| · | Delhi | 4,04 % | 6.900.980 | 107.079 | Ecuador | 387.409 | Tschechien |
| 12 | Haryana | 3,66 % | 6.260.540 | 97.142 | Puerto Rico | 351.456 | Ukraine |
| 13 | Bihar | 2,84 % | 4.847.400 | 75.215 | Oman | 272.125 | Kuwait |
| 14 | Punjab | 2,80 % | 4.791.410 | 74.346 | Guatemala | 268.981 | Sri Lanka |
| 15 | Odisha | 2,55 % | 4.363.740 | 67.710 | Luxemburg | 244.973 | Finnland |
| 16 | Assam | 1,69 % | 2.884.940 | 44.764 | Serbien | 161.956 | Kenia |
| 17 | Chhattisgarh | 1,66 % | 2.841.940 | 44.097 | Elfenbeinküste | 159.542 | Tansania |
| 18 | Jharkhand | 1,62 % | 2.762.430 | 42.863 | Elfenbeinküste | 155.078 | Tansania |
| 19 | Uttarakhand | 1,30 % | 2.228.360 | 34.576 | Lettland | 125.096 | Libyen |
| 20 | Himachal Pradesh | 0,82 % | 1.406.130 | 21.818 | Kambodscha | 78.938 | Nepal |
| 21 | Jammu und Kashmir | 0,81 % | 1.384.880 | 21.489 | Senegal | 77.745 | Uruguay |
| 22 | Goa | 0,41 % | 704.930 | 10.938 | Guinea | 39.574 | Georgien |
| 23 | Tripura | 0,27 % | 461.330 | 7.158 | Tadschikistan | 25.898 | Jamaika |
| · | Chandigarh | 0,23 % | 388.060 | 6.021 | Guam | 21.785 | Niger |
| · | Puducherry | 0,20 % | 329.620 | 5.115 | Malediven | 18.504 | Island |
| 24 | Meghalaya | 0,21 % | 307.900 | 4.778 | Togo | 17.285 | Mauretanien |
| 25 | Nagaland | 0,17 % | 242.810 | 3.768 | Sierra Leone | 13.631 | Togo |
| 26 | Manipur | 0,14 % | 239.680 | 3.719 | Sierra Leone | 13.455 | Togo |
| 27 | Sikkim | 0,12 % | 234.950 | 3.646 | Sierra Leone | 13.190 | Eswatini |
| 28 | Arunachal Pradesh | 0,13 % | 220.450 | 3.421 | Guyana | 12.376 | Montenegro |
| 29 | Mizoram | 0,10 % | 194.570 | 3.019 | Andorra | 10.923 | Sierra Leone |
| · | Andamanen und Nikobaren | 0,06 % | 78.710 | 1.221 | Grenada | 4.331 | Curaçao |
| · | Dadra und Nagar Haveli und Daman und Diu | … | … | … | … | … | … |
| · | Lakshadweep | … | … | … | … | … | … |
| | 0 Indien gesamt | 100,00 % | 170.950.050 | 2.652.550 | | 9.596.840 | |
| Rang 2017 | Bundesstaat / Territorium | Anteil | BIP (Mio. Rupien₹) | BIP Nominal (Mio. US$) | vergleichbarer Staat | PPP BIP (Mio. Int. US$) | vergleichbarer Staat |

Siehe auch:
- Indiens Bruttoinlandsprodukt (BIP): Zahlen ab 1960 im weltweiten Vergleich
- Indiens Bruttoinlandsprodukt (BIP): Steigerungsraten ab 1980 im weltweiten Vergleich
- Indiens Wirtschaftswachstum (BIP): Steigerungsraten ab 2013 im weltweiten Vergleich

## Liste der Bundesstaaten nach BIP pro Kopf
Die 29 Bundesstaaten Indiens und seine 7 Unionsterritorien (hier eingerückt), sortiert nach ihrem Bruttoinlandsprodukt (BIP) pro Kopf in indischen Rupien (INR₹) und in nominalen und kaufkraftbereinigten US-Dollar (US$) sowie in Internationalen Dollar (Int. US$) im Jahr 2017 (vergleiche Länder nach Bruttoinlandsprodukt pro Kopf 1960–2020 (nominal)); als Vergleich ist jeweils ein Staat mit einer ähnlichen Wirtschaftsleistung pro Kopf angegeben (zu den 2 Unionsterritorien Dadra und Nagar Haveli und Daman und Diu und Lakshadweep liegen keine Daten vor):
| Bundesstaaten und Unionsterritorien Indiens nach ihrem BIP pro Kopf Nominal = 65,573 indische Rupien (INR₹) je US-Dollar (US$) – PPP (Kaufkraftparität) = 18,112 Rupien je Internationaler Dollar (Int. US$) | Bundesstaaten und Unionsterritorien Indiens nach ihrem BIP pro Kopf Nominal = 65,573 indische Rupien (INR₹) je US-Dollar (US$) – PPP (Kaufkraftparität) = 18,112 Rupien je Internationaler Dollar (Int. US$) | Bundesstaaten und Unionsterritorien Indiens nach ihrem BIP pro Kopf Nominal = 65,573 indische Rupien (INR₹) je US-Dollar (US$) – PPP (Kaufkraftparität) = 18,112 Rupien je Internationaler Dollar (Int. US$) | Bundesstaaten und Unionsterritorien Indiens nach ihrem BIP pro Kopf Nominal = 65,573 indische Rupien (INR₹) je US-Dollar (US$) – PPP (Kaufkraftparität) = 18,112 Rupien je Internationaler Dollar (Int. US$) | Bundesstaaten und Unionsterritorien Indiens nach ihrem BIP pro Kopf Nominal = 65,573 indische Rupien (INR₹) je US-Dollar (US$) – PPP (Kaufkraftparität) = 18,112 Rupien je Internationaler Dollar (Int. US$) | Bundesstaaten und Unionsterritorien Indiens nach ihrem BIP pro Kopf Nominal = 65,573 indische Rupien (INR₹) je US-Dollar (US$) – PPP (Kaufkraftparität) = 18,112 Rupien je Internationaler Dollar (Int. US$) | Bundesstaaten und Unionsterritorien Indiens nach ihrem BIP pro Kopf Nominal = 65,573 indische Rupien (INR₹) je US-Dollar (US$) – PPP (Kaufkraftparität) = 18,112 Rupien je Internationaler Dollar (Int. US$) | Bundesstaaten und Unionsterritorien Indiens nach ihrem BIP pro Kopf Nominal = 65,573 indische Rupien (INR₹) je US-Dollar (US$) – PPP (Kaufkraftparität) = 18,112 Rupien je Internationaler Dollar (Int. US$) |
| 2017 Rang | Bundesstaat / Territorium | INR₹ | Nominal (US$) | vergleichbarer Staat | PPP (Int. US$) | vergleichbarer Staat | Prozent des Durchschnitts |
| --- | --- | --- | --- | --- | --- | --- | --- |
| | 0 Indien ⌀ | 129.901 | 1.981 | Nigeria | 7.169 | Kap Verde | 100 % |
| 01 | Goa | 461.946 | 7.045 | Dominica | 25.494 | Russland | 367 % |
| · | Delhi | 362.790 | 5.533 | Paraguay | 20.022 | Libyen | 286 % |
| 02 | Sikkim | 359.798 | 5.487 | Paraguay | 19.857 | Libyen | 276 % |
| · | Chandigarh | 333.667 | 5.088 | Jamaika | 18.414 | Barbados | 211 % |
| 03 | Haryana | 225.110 | 3.433 | Bolivien | 12.423 | Südafrika | 179 % |
| · | Puducherry | 222.114 | 3.387 | Angola | 12.258 | Libanon | 173 % |
| 04 | Karnataka | 205.813 | 3.139 | Marokko | 11.358 | Tunesien | 171 % |
| 05 | Kerala | 203.093 | 3.097 | Marokko | 11.208 | Ecuador | 158 % |
| 06 | Uttarakhand | 202.284 | 3.085 | Philippinen | 11.164 | Namibia | 156 % |
| 07 | Gujarat | 199.463 | 3.042 | Philippinen | 11.008 | Namibia | 154 % |
| 08 | Telangana | 198.994 | 3.035 | Palästina | 10.982 | Kosovo | 153 % |
| 09 | Maharashtra | 198.510 | 3.027 | Föderierte Staaten von Mikronesien | 10.955 | Kosovo | 153 % |
| 10 | Himachal Pradesh | 193.336 | 2.948 | Vanuatu | 10.670 | Kosovo | 149 % |
| 11 | Tamil Nadu | 190.659 | 2.908 | Vanuatu | 10.522 | Dominica | 147 % |
| · | Andamanen und Nikobaren | 178.485 | 2.722 | Moldau | 9.850 | Armenien | 137 % |
| 12 | Andhra Pradesh | 158.607 | 2.419 | Ägypten | 8.753 | Jordanien | 122 % |
| 13 | Punjab | 158.530 | 2.418 | Honduras | 8.749 | Jamaika | 122 % |
| 14 | Mizoram | 157.415 | 2.401 | Laos | 8.687 | Ukraine | 121 % |
| 15 | Arunachal Pradesh | 139.617 | 2.129 | Nicaragua | 7.705 | Bolivien | 107 % |
| 16 | Tripura | 116.058 | 1.770 | São Tomé und Príncipe | 6.405 | Tonga | 089 % |
| 17 | Nagaland | 115.678 | 1.764 | São Tomé und Príncipe | 6.384 | Tonga | 089 % |
| 18 | Rajasthan | 110.916 | 1.691 | Elfenbeinküste | 6.121 | Myanmar | 085 % |
| 19 | Westbengalen | 102.568 | 1.564 | Bangladesch | 5.661 | Angola | 079 % |
| 20 | Chhattisgarh | 100.125 | 1.527 | Kamerun | 5.526 | Nigeria | 077 % |
| 21 | Jammu und Kashmir | 99.962 | 1.524 | Sambia | 5.517 | Nigeria | 077 % |
| 22 | Odisha | 97.273 | 1.483 | Kambodscha | 5.368 | Republik Kongo | 075 % |
| 23 | Madhya Pradesh | 91.103 | 1.389 | Komoren | 5.028 | Nicaragua | 070 % |
| 24 | Meghalaya | 90.213 | 1.376 | Senegal | 4.979 | Honduras | 069 % |
| 25 | Assam | 85.089 | 1.298 | Senegal | 4.696 | Sudan | 066 % |
| 26 | Jharkhand | 75.246 | 1.148 | Mauretanien | 4.153 | Bangladesch | 058 % |
| 27 | Manipur | 72.757 | 1.110 | Mauretanien | 4.015 | Kambodscha | 056 % |
| 28 | Uttar Pradesh | 62.323 | 950 | Sudan | 3.439 | Kamerun | 048 % |
| 29 | Bihar | 41.992 | 640 | Togo | 2.317 | Jemen | 032 % |
| · | Dadra und Nagar Haveli und Daman und Diu | … | … | … | … | … | … |
| · | Lakshadweep | … | … | … | … | … | … |
| | 0 Indien | ⌀ 129.901 | ⌀ 1.981 | Nigeria | ⌀ 7.169 | Kap Verde | 100 % |
| Rang 2017 | Bundesstaat / Territorium | INR₹ | Nominal (US$) | vergleichbarer Staat | PPP (Int. US$) | vergleichbarer Staat | Prozent des Durchschnitts |

Siehe auch:
- Indiens Bruttoinlandsprodukt pro Kopf (BIP): 2017 im weltweiten Vergleich
- Indiens Bruttonationaleinkommen pro Kopf (BNP): 2017 im weltweiten Vergleich